# Texas Bowl
El Texas Bowl, llamado TaxAct Texas Bowl por razones de patrocinio, es un bowl de fútbol americano universitario aprobado por la NCAA que se juega desde 2006 en el NRG Stadium de la ciudad de Houston, Texas como reemplazdo del desaparecido Houston Bowl que se jugaba entre el 2000 y el 2005; y anteriormente el Bluebonnet Bowl entre 1959 y 1987.

## Historia
Fue creado el 10 de agosto de 2006 y los partidos estaba compuestos por equipos del Big 12, Big East y Conference USA, además de la aparicioón de los TCU Horned Frogs de la Mountain West. La edición de 2006 fue entre equipos del Big 12 y Big East.
Se jugó de manera ininterrumpida hasta el 2020 cuando el partido entre TCU y Arkansas fue cancelado el 29 de diciembre por la pandemia de Covid-19 que afectó principalmente a TCU.

## Resultados
| Año        | Campeón                               | Campeón                               | Finalista                             | Finalista                             | Asistencia |
| ---------- | ------------------------------------- | ------------------------------------- | ------------------------------------- | ------------------------------------- | ---------- |
| 2006       | n.º 16 Rutgers                        | 37                                    | Kansas State                          | 10                                    | 52 210     |
| 2007       | TCU                                   | 20                                    | Houston                               | 13                                    | 62 097     |
| 2008       | Rice                                  | 38                                    | Western Michigan                      | 14                                    | 58 880     |
| 2009       | Navy                                  | 35                                    | Missouri                              | 13                                    | 69 441     |
| 2010       | Illinois                              | 38                                    | Baylor                                | 14                                    | 68 211     |
| 2011       | Texas A&M                             | 33                                    | Northwestern                          | 22                                    | 68 395     |
| 2012       | Texas Tech                            | 34                                    | Minnesota                             | 31                                    | 50 386     |
| 2013       | Syracuse                              | 21                                    | Minnesota                             | 17                                    | 32 327     |
| 2014       | Arkansas                              | 31                                    | Texas                                 | 7                                     | 71 115     |
| 2015       | n.º 22 LSU                            | 56                                    | Texas Tech                            | 27                                    | 71 307     |
| 2016       | Kansas State                          | 33                                    | Texas A&M                             | 28                                    | 68 412     |
| 2017       | Texas                                 | 33                                    | Missouri                              | 16                                    | 67 820     |
| 2018       | Baylor                                | 45                                    | Vanderbilt                            | 38                                    | 51 104     |
| 2019       | Texas A&M                             | 24                                    | n.º 25 Oklahoma State                 | 21                                    | 68 415     |
| 2020       | Cancelado por la pandemia de Covid-19 | Cancelado por la pandemia de Covid-19 | Cancelado por la pandemia de Covid-19 | Cancelado por la pandemia de Covid-19 | —          |
| Enero 2022 | Kansas State                          | 42                                    | LSU                                   | 20                                    | 52 207     |

- Fuente:[4]

## Más apariciones

### Por equipo
| # | Equipo       | Apariciones | Record |
| 1 | Texas A&M    | 3           | 2–1    |
| 1 | Kansas State | 3           | 2–1    |
| 3 | LSU          | 2           | 1–1    |
| 3 | Baylor       | 2           | 1–1    |
| 3 | Texas        | 2           | 1–1    |
| 3 | Texas Tech   | 2           | 1–1    |
| 3 | Minnesota    | 2           | 0–2    |
| 3 | Missouri     | 2           | 0–2    |

Equipos con una sola aparición

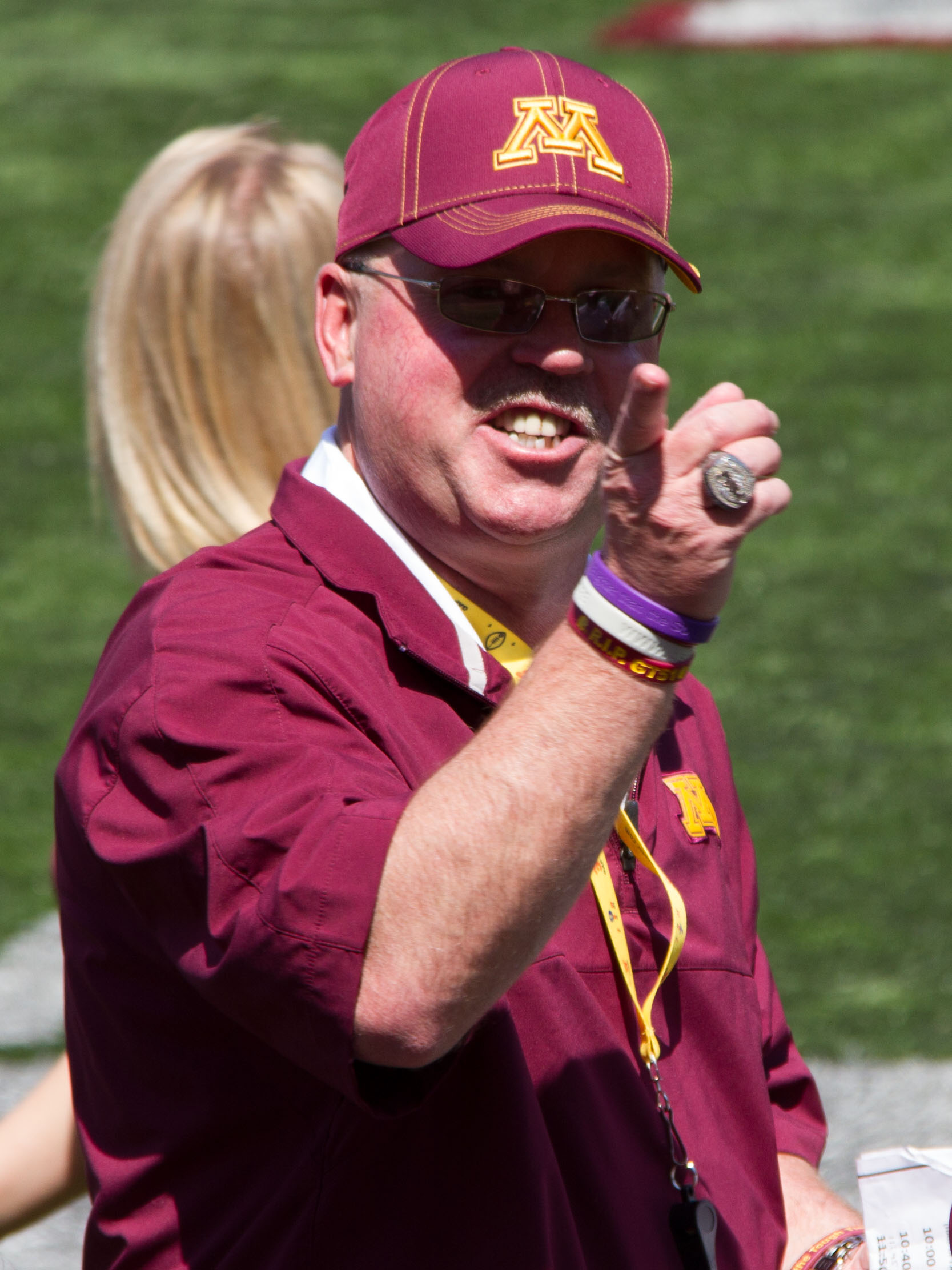
El entrenador Jerry Kill dirigió a Minnesota en el Texas Bowl en las ediciones de 2012 y 2013.

- Ganaron (7): Arkansas, Illinois, Navy, Rice, Rutgers, Syracuse, TCU
- Perdieron (5): Houston, Northwestern, Western Michigan, Oklahoma State, Vanderbilt

### Por conferencia
| Conferencia    | Record | Record | Record | Record                              | Apariciones                        | Apariciones |
| Conferencia    | J      | G      | P      | Ganaron                             | Perdieron                          |             |
| -------------- | ------ | ------ | ------ | ----------------------------------- | ---------------------------------- | ----------- |
| Big 12         | 12     | 6      | 6      | 2011, 2012, 2016, 2017, 2018, 2021* | 2006, 2009, 2010, 2014, 2015, 2019 |             |
| SEC            | 7      | 3      | 4      | 2014, 2015, 2019                    | 2016, 2017, 2018, 2021*            |             |
| Big Ten        | 4      | 1      | 3      | 2010                                | 2011, 2012, 2013                   |             |
| C-USA          | 2      | 1      | 1      | 2008                                | 2007                               |             |
| ACC            | 1      | 1      | 0      | 2013                                |                                    |             |
| Big East       | 1      | 1      | 0      | 2006                                |                                    |             |
| Independientes | 1      | 1      | 0      | 2009                                |                                    |             |
| Mountain West  | 1      | 1      | 0      | 2007                                |                                    |             |
| MAC            | 1      | 0      | 1      |                                     | 2008                               |             |

 Participantes de enero de 2022
- Los partidos marcados con asterísco (*) se jugaron en January del año siguiente.
- Rutgers jugó en 2006 como miembro del Big East; la American Athletic Conference (The American) es la sucesora de esa conferencia desde la reagrupación de conferencias en 2013 en fútbol americano.
- Apariciones independientes: Navy (2009)

## MVP

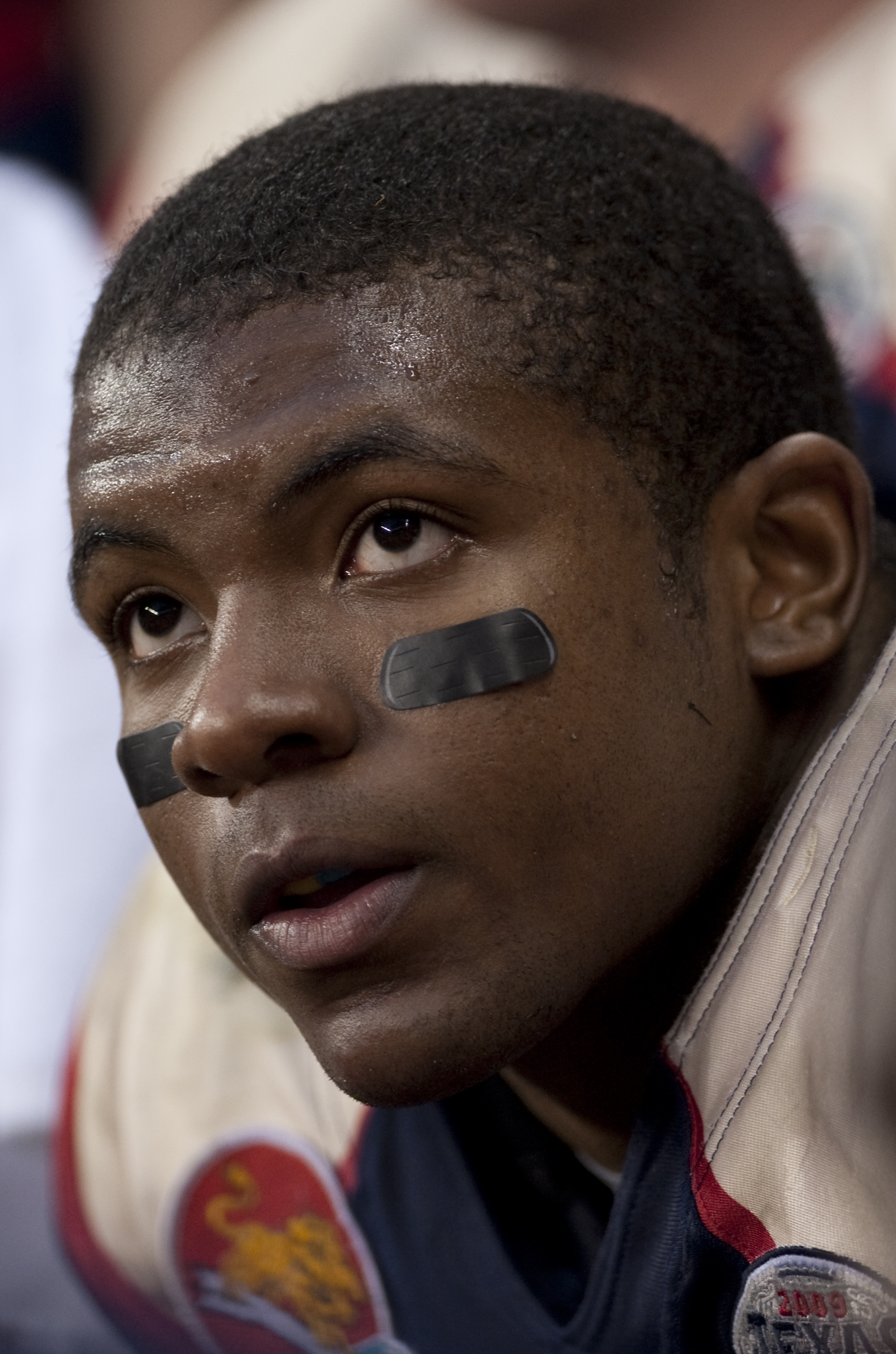
El MVP de 2009 Ricky Dobbs

| Año  | MVP               | Equipo       | Posición |
| ---- | ----------------- | ------------ | -------- |
| 2006 | Ray Rice          | Rutgers      | RB       |
| 2007 | Andy Dalton       | TCU          | QB       |
| 2008 | Chase Clement     | Rice         | QB       |
| 2009 | Ricky Dobbs       | Navy         | QB       |
| 2010 | Mikel Leshoure    | Illinois     | RB       |
| 2011 | Ryan Tannehill    | Texas A&M    | QB       |
| 2012 | Seth Doege        | Texas Tech   | QB       |
| 2013 | Terrel Hunt       | Syracuse     | QB       |
| 2014 | Brandon Allen     | Arkansas     | QB       |
| 2015 | Leonard Fournette | LSU          | RB       |
| 2016 | Jesse Ertz        | Kansas State | QB       |
| 2017 | Michael Dickson   | Texas        | P        |
| 2018 | Charlie Brewer    | Baylor       | QB       |
| 2019 | Kellen Mond       | Texas A&M    | QB       |
| 2022 | Skylar Thompson   | Kansas State | QB       |

## Records
| Equipo                             | Record, Equipo vs. Rival                                                         | Año       |
| ---------------------------------- | -------------------------------------------------------------------------------- | --------- |
| Más puntos anotados                | 56, LSU vs. Texas Tech                                                           | 2015      |
| Más puntos anotados (perdedor)     | 38, Vanderbilt vs. Baylor                                                        | 2018      |
| Más puntos en conjunto             | 83, compartido por: LSU (56) vs. Texas Tech (27) Baylor (45) vs. Vanderbilt (38) | 2015 2018 |
| Menos puntos permitidos            | 7, Arkansas vs. Texas                                                            | 2014      |
| Mayor victoria                     | 29, LSU vs. Texas Tech                                                           | 2015      |
| Yardas totales                     | 668, Baylor vs. Vanderbilt                                                       | 2018      |
| Yardas terrestres                  | 385, Navy vs. Missouri                                                           | 2009      |
| Yardas aéreas                      | 384, Baylor vs. Vanderbilt                                                       | 2018      |
| First downs                        | 30, Baylor vs. Vanderbilt                                                        | 2018      |
| Menos yardas permitidas            | 59, Arkansas vs. Texas                                                           | 2014      |
| Menos yardas terrestres permitidas | 2, Arkansas vs. Texas                                                            | 2014      |
| Menos yardas aéreas permitidas     | 57, Arkansas vs. Texas                                                           | 2014      |
| Individual                         | Record, Nombre, Equipo                                                           | Año       |
| Yardas totales                     | 256, Leonard Fournette (LSU)                                                     | 2015      |
| Touchdowns totales                 | 5, Leonard Fournette (LSU)                                                       | 2015      |
| Yardas terrestres                  | 243, Ke'Shawn Vaughn (Vanderbilt)                                                | 2018      |
| Touchdowns terrestres              | 4, Leonard Fournette (LSU)                                                       | 2015      |
| Yardas aéreas                      | 384, Charlie Brewer (Baylor)                                                     | 2018      |
| Pases de touchdown                 | 4, Patrick Mahomes (Texas Tech)                                                  | 2015      |
| Yardas por recepción               | 154, Josh Reynolds (Texas A&M)                                                   | 2016      |
| Recepciones de touchdown           | 3, Jakeem Grant (Texas Tech)                                                     | 2015      |
| Tackleadas                         | 17, Micah Awe (Texas Tech)                                                       | 2015      |
| Capturas                           | 2.5, compartido por: Justin Braska (Western Michigan) Kendall Beckwith (LSU)     | 2008 2015 |
| Intercepciones                     | 2, Michael Carter (Minnesota)                                                    | 2012      |
| Jugadas Largas                     | Record, Nombre, Equipo                                                           | Año       |
| Touchdown terrestre                | 79 yds., D. J. Chark (LSU)                                                       | 2015      |
| Pase de touchdown                  | 81 yds., Chris Hilton Jr. de Jontre Kirklin (LSU)                                | 2022      |
| Regreso de Kickoff                 | 99 yds., Jakeem Grant (Texas Tech)                                               | 2012      |
| Regreso de despeje                 | 76 yds., Yamon Figurs (Kansas State)                                             | 2006      |
| Regreso de intercepción            | 62 yds., Wyatt Middleton (Navy)                                                  | 2009      |
| Regreso de Fumble                  | 46 yds., Travon Bellamy (Illinois)                                               | 2010      |
| Despeje                            | 65 yds., Chase Turner (Houston)                                                  | 2007      |
| Gol de campo                       | 47 yds., Randy Bullock (Texas A&M)                                               | 2011      |